# Tramvajová doprava v Mnichově

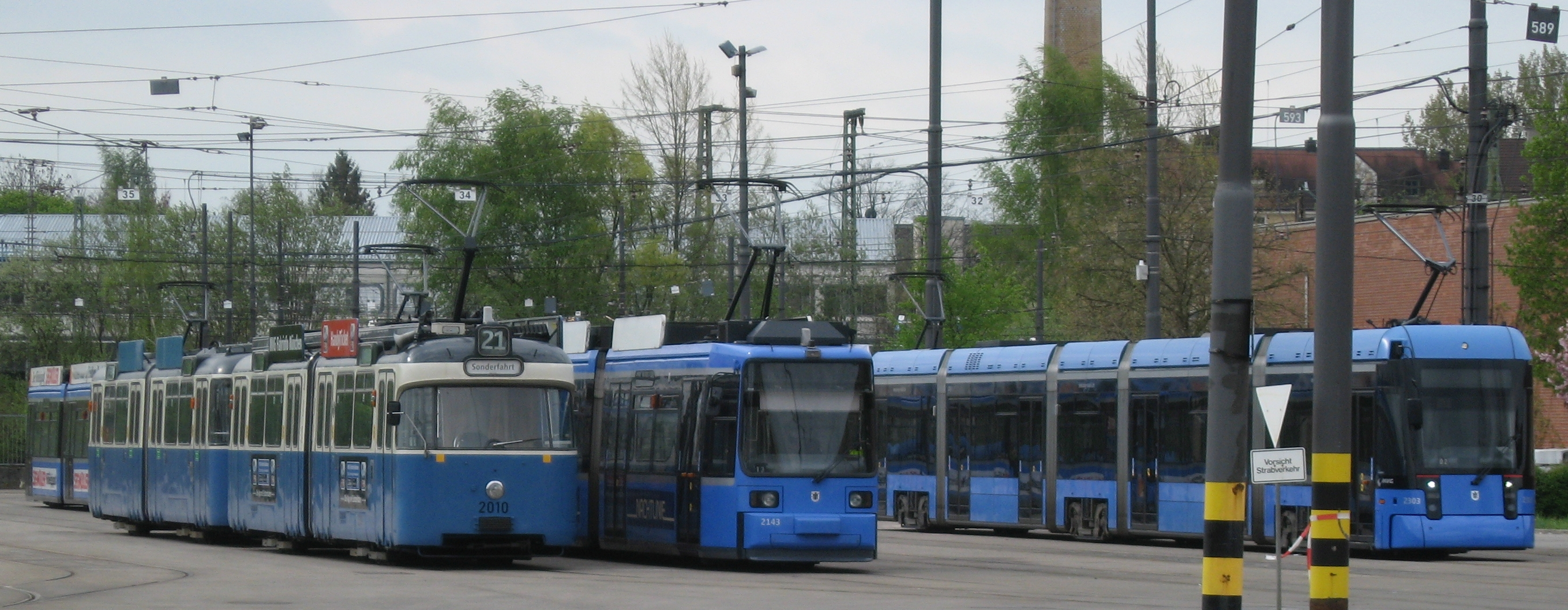
Mnichovské tramvaje typů P, R 2.2b a S ve vozovně Einsteinstraße

Tramvajová doprava v Mnichově je největším ze čtyř tramvajových provozů v Bavorsku. Rozchod činí 1435 mm, napětí v troleji 750 V. Koněspřežná tramvaj zahájila v Mnichově svůj provoz roku 1876, elektrická v roce 1895. Svého vrcholu dosáhla síť roku 1964, kdy měřila celkem 134 km. Poté však začala vlna rušení a uvažovalo se i o kompletním zrušení tramvají v tomto městě. Roli v tom hrála i olympiáda z roku 1972 a výstavba metra, které má dnes v Mnichově vzhledem k velikosti města velmi hustou síť. V roce 1996 už byla uzavřena polovina sítě, resp. zbývalo 68 km. V té době se však začalo znovu nahlížet na tramvaje jako na žádoucí způsob dopravy, a tak se systém začal pomalu rozšiřovat až na 83 km v roce 2016. Rozšiřováni sítě je plánováno i v budoucnu. V roce 2003 byla zavedena preference na světelných křižovatkách, což na všech linkách zkrátilo jízdní dobu.. K roku 2013 bylo v provozu celkem 106 vozů (celkem čtyři typy, všechny nízkopodlažní) na deseti linkách. Dvě třetiny tratí jsou vedeny po vlastním tělese.